# Martin Lauer
Martin Lauer (* 2. Januar 1937 in Köln-Kalk; † 6. Oktober 2019 in Lauf an der Pegnitz) war ein deutscher Leichtathlet und Schlagersänger. Sein größter sportlicher Erfolg war der Gewinn der Goldmedaille mit der 4-mal-100-Meter-Staffel bei den Olympischen Spielen 1960 in Rom.

## Leben
Der 1,86 m große und 76 kg schwere Athlet, Mitglied des Sportvereins ASV Köln, war im Zehnkampf und als Hürdenläufer über die 110-Meter-Distanz erfolgreich. Als einer von wenigen Europäern konnte der 16-malige Deutsche Meister über diese Strecke in die Phalanx der Vereinigten Staaten einbrechen, die bis dahin fast übermächtig waren.
Bei den Olympischen Spielen 1956 in Melbourne wurde er Vierter über 110 Meter Hürden und Fünfter im Zehnkampf.
Am 7. Juli 1959 gelangen ihm im Zürcher Letzigrund innerhalb einer Dreiviertelstunde zwei Weltrekorde: Zuerst stellte er eine Bestzeit von 13,2 s über die Hürdensprintdistanzen von 110 Meter bzw. 120 Yards (109,73 m) auf, ehe er auch die Bestzeit über die 200-Meter-Hürden-Strecke in 22,5 s erreichte, nachdem der vorher unterlegene US-Amerikaner Willie May um eine Revanche gebeten hatte. Sein Weltrekord über die 110 Meter Hürden bestand bis zum 6. Juli 1973.
Für diese Leistung, Lauer war 1959 auch zweitbester Zehnkämpfer weltweit, wurde er von den deutschen Sportjournalisten zum „Sportler des Jahres“ gewählt. Eine gleichlautende Auszeichnung erhielt er – als erster Athlet überhaupt – auch vom angesehenen amerikanischen Leichtathletikmagazin Track & Field News. Er ist bis heute der einzige deutsche Leichtathlet geblieben, der jene Auszeichnung erhalten hat (hingegen sind bislang fünf deutsche Athletinnen mit diesem Titel geehrt worden).

### Olympische Spiele 1960

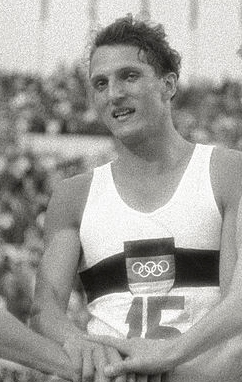
Lauer bei den Olympischen Spielen 1960

Zu den Olympischen Spielen 1960 in Rom reiste er mit gesundheitlichen Beeinträchtigungen an. Da er wegen einer Knochenhautentzündung im Fußgelenk nur eingeschränkt hatte trainieren können, musste er auf einen Doppelstart über 110 Meter Hürden und im Zehnkampf verzichten. Dennoch trat er in seiner Paradedisziplin an, dem Hürdensprint über die 110 Meter, und wurde Vierter wie schon vier Jahre zuvor. In der 4-mal-100-Meter-Staffel gewann er an der Seite von Bernd Cullmann, Armin Hary und Walter Mahlendorf in Weltrekordzeit die Goldmedaille.
In seiner Heimatstadt begab er sich nach den Spielen in ärztliche Behandlung; ihm wurden drei Spritzen verschrieben, die er sich wegen der bevorstehenden Examensarbeiten in München geben ließ, wo er Maschinenbau studierte. Dabei stellte sich heraus, dass eine der verabreichten Spritzen nicht ausreichend sterilisiert war, was zu einer Blutvergiftung und beinahe zur Amputation seines Beines führte. Es folgte ein fast einjähriger Aufenthalt im Krankenhaus, der gleichzeitig das Ende der aktiven Sportlerkarriere bedeutete. In diese Zeit fiel auch der Unfalltod seiner damaligen Freundin, die nach einem Besuch an seinem Krankenbett auf der Autobahn bei Augsburg zusammen mit seinem Bruder Fredy verunglückte, der Jahre später an den Unfallfolgen starb.

### Karriere als Schlagersänger
Die nötigen Behandlungen, vor allem aber die Prozesse wegen des Behandlungsfehlers gegen die Versicherung des Krankenhauses brachten ihn in finanzielle Schwierigkeiten, sodass er noch im Krankenhaus mit dem Schreiben von Liedtexten begann, um Geld zu verdienen. „Ich war ja als singender Sportler bekannt. Hatte immer eine Gitarre unterm Arm …“ Völlig erschöpft vom Rechtsstreit mit dem Krankenhaus stimmte er schließlich einem Vergleich zu, der ihm eine Entschädigung von 45.000 Mark zusprach, die nach eigener Aussage die Kosten bei weitem nicht deckte.
Noch während seines Krankenhausaufenthalts ließ Lauer dem Musikproduzenten und Liedtexter Kurt Feltz Tonbandaufnahmen zukommen. Feltz zeigte sich begeistert, und Lauer unterschrieb nach seiner Entlassung im Januar 1962 einen Plattenvertrag bei Polydor. Noch im gleichen Monat entstanden die Aufnahmen zu seiner ersten Single Sacramento. Mit diesem und neun weiteren Titeln im Country-Stil war Lauer bis 1966 regelmäßig in den deutschen Hitlisten vertreten. Insgesamt wurden etwa sechs Millionen seiner Platten, mit Titeln wie Taxi nach Texas, Die letzte Rose der Prärie oder Wenn ich ein Cowboy wär’ verkauft. In mehreren Fernsehshows trat er zusammen mit bekannten Künstlern auf, darunter Lou van Burg, Udo Jürgens und Peter Alexander.

### Weitere berufliche Stationen
Bei den Olympischen Spielen 1964 in Tokio sowie 1968 in Mexiko-Stadt  war er als Journalist tätig. Nachdem er sein Maschinenbaustudium an der TH München, das er aufgrund seiner Erkrankung für zwei Jahre unterbrechen musste, als Diplom-Ingenieur beendet hatte, arbeitete er als Spezialist für die Natriumkühlung von Kernreaktoren; so konzipierte er beispielsweise den schnellen Brüter in Kalkar mit. Außerdem arbeitete er an der Konzeption des ersten Mikrocomputers mit und war bei den Olympischen Spielen 1972 in München für die Einführung der elektronischen Zeitmessung verantwortlich. Es folgten leitende Funktionen bei der Triumph-Adler in München und Nürnberg, eine dreijährige Tätigkeit als Projektleiter für Computer und Bürotechnik beim Versandhaus Quelle  und zehn Jahre lang die Geschäftsführung einer Beteiligungsgesellschaft, bevor er Anfang 1998 in den vorzeitigen Ruhestand eintrat.
Lange Jahre half er mit, das auch international bekannte Sportfest des ASV Köln zu organisieren.

### Privat
Lauer war verheiratet und lebte nach Abschluss seines Studiums ab 1977 in Lauf an der Pegnitz. Er hatte einen Sohn (* 1970), der für Quelle Fürth als Leichtathlet startete, und eine Tochter sowie drei Enkelkinder. Martin Lauer war von 1978 bis 2011 1. Vorsitzender im Leichtathletik-Verein LG Lauf-Pegnitzgrund und engagierte sich für den Nachwuchs. In Lauf an der Pegnitz war Lauer einige Jahre Mitglied des Stadtrates.

## Sportliche Erfolge
- Acht deutsche Jugendmeistertitel, davon fünf bei einer einzigen Meisterschaft[3]
- 17 Deutsche Meisterschaften in unterschiedlichen Disziplinen (110 m Hürden, 200 m Hürden, Zehnkampf, 4 × 100-m-Staffel)
- 1958 wurde er Europameister über 110 m Hürden.
- 7. Juli 1959: 2 Weltrekorde beim Meeting im Zürcher Letzigrund.[15]
- Am 29./30. August 1959 stellte Martin Lauer bei den Deutschen Meisterschaften in Düsseldorf mit 7955 Punkten einen deutschen Zehnkampfrekord auf
- 1960 Goldmedaille mit der deutschen 4 × 100-m-Staffel bei den Olympischen Spielen in Rom

## Audio
- Erlebte Geschichten: Martin Lauer (29.06.2003) WDR

## Bücher
- Aus meiner Sicht. Artis-Verlag, Bergisch Gladbach 1963, DNB 452725038 (Autobiografie).
- Die Besten der Welt vertrauen Junghans. Gebrüder Junghans, Schramberg 1972.

## Diskografie
LPs
- Taxi nach Texas (1985; Bear Family Records)

CDs
- Taxi nach Texas (1989; Bear Family Records)

Singles

| Jahr | Titel Album                                                     | Höchstplatzierung, Gesamtwochen, AuszeichnungChartplatzierungen (Jahr, Titel, Album, Platzierungen, Wochen, Auszeichnungen, Anmerkungen) | Höchstplatzierung, Gesamtwochen, AuszeichnungChartplatzierungen (Jahr, Titel, Album, Platzierungen, Wochen, Auszeichnungen, Anmerkungen) | Anmerkungen    |
| Jahr | Titel Album                                                     | DE | AT | Anmerkungen    |
| ---- | --------------------------------------------------------------- | --- | --- | -------------- |
| 1962 | Sacramento Ich gab mein Herz                                    | DE27 (12 Wo.)DE | — | Label: Polydor |
| 1962 | Die letzte Rose der Prärie Die blauen Berge                     | DE10 (20 Wo.)DE | — | Label: Polydor |
| 1963 | Wenn ich ein Cowboy wär’ Laß mich geh’n Madeleine               | DE9 (12 Wo.)DE | — | Label: Polydor |
| 1963 | Jim und Joe (Zwei Paar Schuh) Geh nicht mit                     | DE20 (12 Wo.)DE | — | Label: Polydor |
| 1963 | Am Lagerfeuer Leider                                            | DE19 (12 Wo.)DE | — | Label: Polydor |
| 1964 | Sein bestes Pferd Pferde und Sättel                             | DE5 (20 Wo.)DE | — | Label: Polydor |
| 1964 | Taxi nach Texas Ich kenn’ die Welt                              | DE7 (10 Wo.)DE | AT1 (12 Wo.)AT | Label: Polydor |
| 1965 | John Brown’s Baby King John                                     | DE23 (8 Wo.)DE | — | Label: Polydor |
| 1965 | Silver Dollars Das ist die große Straße                         | DE26 (8 Wo.)DE | — | Label: Polydor |
| 1966 | Roll ’em Over (Er trifft immer genau) Cowboy Lady               | DE30 (4 Wo.)DE | — | Label: Polydor |
| 1966 | Mamutschka Oh, Serenader                                        | — | — | Label: Polydor |
| 1967 | Beat und rote Rosen Mein Darling                                | — | — | Label: Polydor |
| 1967 | Rosen ohne Dornen Du bist wunderbar                             | — | — | Label: Polydor |
| 1968 | Rosen und Küsse Rosenrot                                        | — | — | Label: Polydor |
| 1968 | Anfangs tut es immer weh Wo ist die lebenslängliche Begleiterin | — | — | Label: Polydor |

grau schraffiert: keine Chartdaten aus diesem Jahr verfügbar

## Auszeichnungen
- Im Jahr 1959 wurde Lauer zum „Sportler des Jahres“ gewählt.[17]
- Am 4. Juni 1993 wurde er mit dem Verdienstorden des Landes Nordrhein-Westfalen ausgezeichnet.[18]
- 1998 Georg von Opel-Preis in der Kategorie „Unvergessene Sieger“
- 2008 wurde er mit dem Bayerischen Sportpreis in der Kategorie „Sportliches Lebenswerk“ geehrt.[19]
- 2011 Aufnahme in die Hall of Fame des deutschen Sports.
- 2017 Goldene Bürgermedaille der Stadt Lauf an der Pegnitz[9]